# San Rafael de Carvajal (khu tự quản)
San Rafael de Carvajal là một khu tự quản thuộc bang Trujillo, Venezuela. Thủ phủ của khu tự quản San Rafael de Carvajal đóng tại Carvajal. Khự tự quản San Rafael de Carvajal có diện tích 77 km2, dân số theo điều tra dân số ngày 21 tháng 10 năm 2001 là 44216 người.